# Victor André Cornil

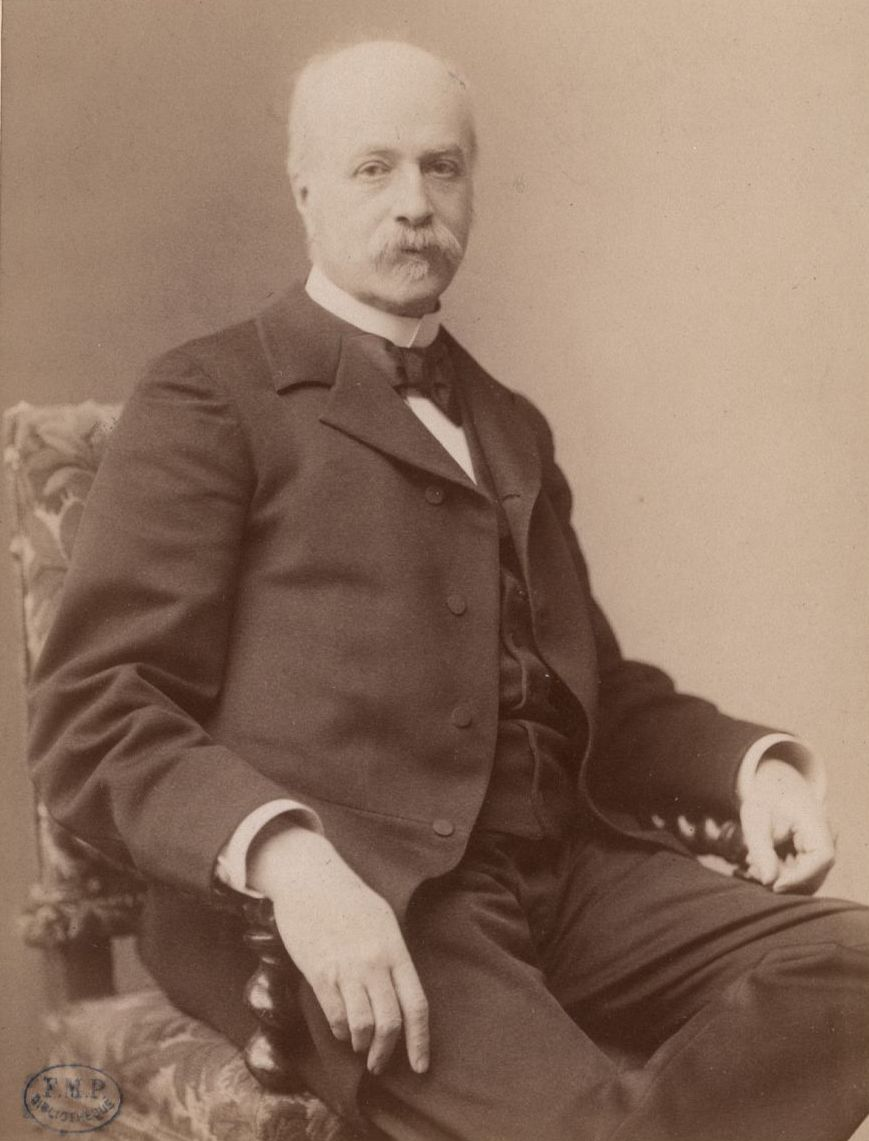
Victor André Cornil

Victor André Cornil (auch: André-Victor Cornil; * 17. Juni 1837 in Cusset, Département Allier; † 13. April 1908) war ein französischer Pathologe und Histologe.
Cornil studierte Medizin in Paris, wo er 1864 promoviert wurde. 1865 gründete er mit Louis-Antoine Ranvier ein privates Laboratorium.
Seine Forschungsgebiete waren pathologische Anatomie, Bakteriologie, Histologie und mikroskopische Anatomie.
1870 war er kurze Zeit Präfekt seines heimatlichen Departements. Später wurde er Deputierter.

## Werke
- Contribution à l'histoire du développement histologique des tumeurs épithéliales (1866)
- De la phtisie pulmonaire, étude anatomique, pathologique et clinique (Paris 1867)
- Du cancer et de ses caractères anatomiques (1867)
- Manuel d'histologie pathologique (1869–76 mit Louis-Antoine Ranvier, 2. Aufl. 1881; engl.: Manual of pathological histology. London 1882)
- Leçons élémentaires d'hygiène (1872)
- Leçons sur la syphilis, faites à l'hôpital de la Lourcine (1879)
- Les bactéries et leur rôle dans l'anatomie et l'histologie pathologique des maladies infectieuses (mit Victor Babeș)
- Études sur la pathologie du rein (mit Albert Brault)